# Нимуле
Јирол је град у вилајету Источна Екваторија у Јужном Судану. Налази се око 400 метара од границе са Угандом у истоименом националном парку. У Јиролу живи око 45.000 становника.